# Piotr Stiefanowski
Piotr Michajłowicz Stiefanowski (ros. Пётр Михайлович Стефановский, biał. Пётр Міхайлавіч Стэфаноўскі, ur. 20 grudnia 1902?/2 stycznia 1903 we wsi Pokrowka w powiecie bobrujskim (obecnie w obwodzie homelskim), zm. 23 lutego 1976 w Moskwie) – radziecki pilot doświadczalny, generał major lotnictwa, Bohater Związku Radzieckiego (1948).

## Życiorys
Urodził się w białoruskiej rodzinie chłopskiej. 
Po ukończeniu szkoły wiejskiej pracował w gospodarstwie rolnym, od 1925 służył w Armii Czerwonej. W 1927 skończył Leningradzką Szkołę Wojskowo-Teoretyczną, a w 1928 Kaczyńską Wojskową Wyższą Szkołę Lotniczą Pilotów, pracował jako lotnik-instruktor, potem jako lotnik doświadczalny Instytutu Naukowo-Badawczego Wojskowych Sił Powietrznych ZSRR. 
Po ataku Niemiec na ZSRR został w stopniu podpułkownika dowódcą 402 lotniczego pułku myśliwskiego, sformowanego z pilotów-oblatywaczy. Wkrótce potem został mianowany przez Stalina jednym z zastępców dowódcy 6 Pułku Lotnictwa Myśliwskiego Obrony Przeciwlotniczej, którego zadaniem była obrona zachodniego sektora przestrzeni powietrznej Moskwy i udaremnianie masowych nalotów bombowych na stolicę. Późną jesienią i wczesną zimą 1941 lotnictwo obrony przeciwlotniczej osłaniało z powietrza lądowe wojska radzieckie, nie dopuszczając do przełamania obrony Moskwy przez wojska Guderiana. 
W maju 1942 został skierowany ponownie do Instytutu Naukowo-Badawczego celem testowania nowych myśliwców i bombowców, przetestował m.in. samoloty Jak-1, Jak-7b, Jak-3, Ła-5, Pe-2 i wiele innych. Otrzymał tytuł lotnika doświadczalnego 1 klasy. 
W 1954 został zwolniony do rezerwy w stopniu generała majora lotnictwa. Został pochowany na Cmentarzu Nowodziewiczym.

## Odznaczenia
- Złota Gwiazda Bohatera Związku Radzieckiego (5 marca 1948)
- Order Lenina (trzykrotnie)
- Order Czerwonego Sztandaru (trzykrotnie)
- Order Wojny Ojczyźnianej I klasy (dwukrotnie)
- Order Czerwonej Gwiazdy (trzykrotnie)
- Medal „Za zasługi bojowe”
- Medal „Za obronę Moskwy”
- Medal „Za zwycięstwo nad Niemcami w Wielkiej Wojnie Ojczyźnianej 1941–1945”